# Welwitschia dos Santos

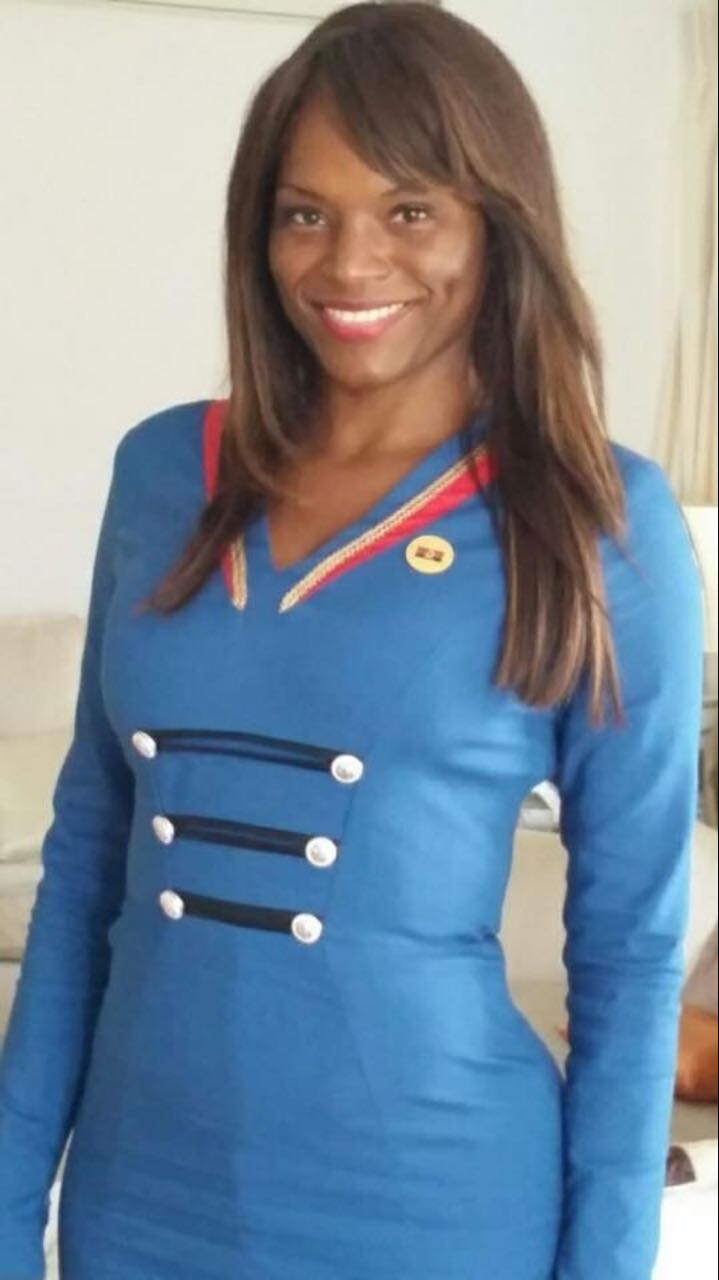
Welwitschia dos Santos

Welwitschia dos Santos (* 1978 in Luanda) ist eine angolanische Politikerin und Unternehmerin. Sie war bis Mitte 2010 Abgeordnete der MPLA in der angolanischen Nationalversammlung.
Tchizé, wie sie auch genannt wird, ist Tochter aus der zweiten Ehe des angolanischen Staatspräsidenten José Eduardo dos Santos. Sie studierte in London Medien-Produktion und ist seit 2009 als Beraterin in der Technischen Kommission beim staatlichen Fernsehkanal TPA für dessen Restrukturierung positioniert. Sie war maßgeblich an der Internationalisierung über das Satellitenfernsehen an dem TV-Sender beteiligt. Sie sitzt im Management bei TPA 2, des Weiteren ist "Tchizé" auch an zwei Medien- und Kommunikationsunternehmen beteiligt, Semba Comunicações und West Side Investments. Neben ihren TV-Aktivitäten hat Welwitschia dos Santos auch ein Standbein in der Welt der Finanzen. Sie ist mit 13,3 Prozent Inhaberin an der angolanischen Banco de Negócios Internacional (BNI).
Ein neues zweites angolanisches Privat-TV-Projekt namens AngoTV wird von ihr seit 2010 maßgeblich initiiert.
Tchizé dos Santos ist auch Investorin und Eigentümerin an einer großen Wohnsiedlung in São Francisco (Portugal), einem Ortsteil von Alcochete in Portugal.
Welwitschia dos Santos ist seit Weihnachten 2003 mit dem aus Portugal stammenden Agro-Ingenieur Hugo Pêgo verheiratet. Sie haben zwei Kinder.